# Connor Lade
Connor Cooke Lade (* 16. November 1989 in Livingston, New Jersey) ist ein ehemaliger US-amerikanischer Fußballspieler auf der Position eines Mittelfeld- und Abwehrspielers, der seine gesamte Karriere lang beim MLS-Franchises New York Red Bulls unter Vertrag stand.

## Vereinskarriere

### Karrierebeginn in der Heimat
Connor Lade wurde am 16. November 1989 als Sohn von Dennis und Maura Lade im Township Livingston im US-Bundesstaat New Jersey geboren, wo er zusammen mit seinen drei Geschwistern Micaela, Kieran und Brenna vor allem in Convent Station aufwuchs. Im fortgeschrittenen Alter kam er an die Morristown High School, an der er ebenfalls als Fußballspieler, aber auch als Hallenleichtathlet und Baseballspieler aktiv war. Seine Karriere als High-School-Fußballspieler war stets von Erfolgen gekrönt, so war er in allen vier Jahren Letterman, führte das Team zwei Jahre lang als Mannschaftskapitän an und war drei Jahre lang in der All-Conference-First-Team-Auswahl, sowie in der All-State-Auswahl. Des Weiteren war er über einen Zeitraum von drei Jahren MVP seines Teams und spielte in den Jahren 2006 und 2007 in der Super-Y-ODP-Nationalauswahl. Weiters spielte er für die U-18-Akademiemannschaft der New York Red Bulls, die ihr Trainingscenter im selben County haben, in dem sich auch die Morristown High School befindet und war zeit seiner Kindheit Mitglied des lokalen Nachwuchsfußballklubs Morris United SC.

### Wechsel an die St. John’s University (New York)
Nachdem er sich im Dezember 2007 der Akademie der New York Red Bulls angeschlossen hatte, entschied er sich im darauffolgenden Jahr dafür an die St. John’s University (New York) zu gehen, wobei er als Major-Studiengang Sportmanagement wählte und nebenbei auch in der Herrenfußballmannschaft der Sportabteilung St. John’s Red Storm antrat. Bereits in seinem Freshman-Jahr avancierte Lade zu einem Stammspieler in seiner Mannschaft, startete in allen 24 seiner Einsätze, was ihn zum Spieler mit den drittmeisten Spielminuten in seinem Team machte. Während dieser 24 Meisterschaftseinsätze steuerte der Defensivakteur auch drei Torvorlagen für seine Teamkollegen bei. Mit seiner Mannschaft trat er unter anderem an der NCAA Division I Men’s Soccer Championship 2008 an, wo man nach einem Sieg in der K.-o.-Phase der Regional 3 im nationalen Semifinale gegen den späteren NCAA-Meister Maryland Terrapins, die Sportabteilung der University of Maryland, College Park, knapp vom laufenden Turnier ausschied. Im Spieljahr 2009, seinem Sophomore-Jahr, wurde er von Langzeittrainer David Masur, der bereits seit 1991 das Amt des Cheftrainers der Herrenfußballmannschaft von St. John’s Red Storm bekleidet, in allen 21 möglich gewesenen Einsätzen von Beginn an eingesetzt. Mit 2.036 Einsatzminuten konnte er in der abgelaufenen Saison, in der er erstmals auch ein Tor beisteuerte, auf die meisten Einsatzminuten in seinem Team zurückblicken. Daneben verwandelte er auch einen Elfmeter gegen die Notre Dame Fighting Irish im Big East Men’s Soccer Tournament 2009, das St. John’s Red Storm in diesem Jahr für sich entscheiden konnte. Am Ende reichte es für Connor Lade zur Wahl ins Big-East-All-Tournament-Team.
Sein Junior-Jahr 2010 verbrachte er abermals als Stammkraft, wobei er einer von drei Spielern seiner Mannschaft war, die in allen 18 Meisterschaftspartien von Beginn an am Rasen standen; dabei spielte er auch alle Partien über die volle Spieldauer durch und kam so auf eine Einsatzbilanz von 1.668 Minuten. Über die gesamte Saison hinweg blieb er selbst torlos, konnte jedoch bei einem 5:0-Kantersieg über die Fairleigh Dickinson Knights eine Torvorlage für seine Kameraden beisteuern. Vor allem aufgrund seiner Leistungen war die Abwehrreihe von Red Storm eine der stärksten der Liga. Zum Saisonende hin wurde Lade unter anderem ins NSCAA-All-Northeast-Region-Second-Team gewählt und war im All-Big-East-Third-Team. Auch in seinem abschließenden Senior-Jahr, das er, wie bereits das Jahr 2010, als Innenverteidiger verbrachte, wurde er erneut in allen 18 Partien seiner Mannschaft über die volle Spieldauer eingesetzt. Unter anderem mit seiner Hilfe gelang der abermalige Gewinn des Big East Men’s Soccer Tournaments des Jahres 2011, nach dem er zum Most Outstanding Defensive Player des Turniers gewählt wurde. Weiters war er All-Big-East-Second-Team und kam über seine komplette Karriere im College Soccer hinweg auf eine Einsatzbilanz von 81 Meisterschaftsauftritten, davon 60 aufeinanderfolgende Einsätze. Während seiner College-Karriere hielt er den New York Red Bulls die Treue und verbrachte die spielfreie Zeit an der Universität in der Akademie oder war Kaderspieler der Reservemannschaft New York Red Bulls NPSL, die zu diesem Zeitpunkt als zweite Mannschaft des MLS-Franchises am Spielbetrieb der National Premier Soccer League (NPSL) teilnahm.

### Rascher Durchbruch im Profifußball
Am 5. Dezember 2011 ließ das Major-League-Soccer-Franchise New York Red Bulls verlautbaren, dass es den 22-jährigen Connor Lade als Homegrown Player Rule unter Vertrag genommen hatte. Zu seinem Profidebüt kam er am 14. April 2012 bei einem 2:2-Remis gegen die San José Earthquakes, als er in der 59. Minute für den verletzten Roy Miller auf den Rasen kam. Unter dem Schweden Hans Backe avancierte er auch in der höchsten nordamerikanischen Fußballliga rasch zu einer Stammkraft in der Abwehrreihe seines Klubs und brachte es bis zum Saisonende des Spieljahres 2012 auf 26 Ligaeinsätze, von denen er in 24 von Beginn an auflief, und dabei drei Assists beisteuerte. Seinen ersten Treffer im Profifußball erzielte er am 29. Mai 2012 bei einem 3:0-Erfolg über den Drittligisten Charleston Battery im Drittrundenspiel des Lamar Hunt U.S. Open Cup 2012, bei dem das Team jedoch bereits in der darauffolgenden Runde mit 1:3 gegen die Harrisburg City Islanders, einen weiteren Drittligaklub, vom laufenden Turnier ausschied. In der Liga schaffte es das Team bis auf einen dritten Platz in der Eastern Conference, schied jedoch in den anschließenden MLS Cup Playoffs frühzeitig gegen D.C. United aus. Seine erste Torvorlage in der Liga gelang ihm bei einem 1:0-Erfolg über New England Revolution, als er Thierry Henry zum Torerfolg verhalf. Als unangekündigte Verpflichtung rangierte Lade beim Erhalt des MLS Rookie of the Year Award zum Saisonende auf dem fünften Platz; der Preis ging daraufhin an Austin Berry von Chicago Fire.
Im Spieljahr 2013 wurde er verletzungsbedingt vom New-York-Red-Bulls-Rekordspieler und jetzigen Trainer Mike Petke in lediglich fünf Meisterschaftspartien eingesetzt. Nach einem letzten Einsatz Anfang Juli 2013 fiel er aufgrund einer Knieverletzung bis kurz vor Saisonende aus. Parallel dazu verbrachte er seine Zeit zum Teil auch beim Reserveteam mit Spielbetrieb in der MLS Reserve League, in der er in zwei von insgesamt drei Einsätzen startete. Während er mit den Profis im Lamar Hunt U.S. Open Cup 2013 abermals bereits in der vierten Runde vom laufenden Turnier ausschied, feierte er mit der Mannschaft im Ligabetrieb den Meistertitel in der Eastern Conference und rangierte mit dem Team auch in der zusammengefassten Gesamttabelle zum Saisonende auf Rang eins. Des Weiteren gewann das Franchise aufgrund dieser Platzierung erstmals das MLS Supporters’ Shield, schied zwar in den anschließenden MLS Cup Playoffs knapp in den Semifinali gegen Houston Dynamo aus, qualifizierte sich jedoch dennoch für die Teilnahme an der CONCACAF Champions League 2014/15.
Auch in der Major League Soccer 2014 blieben Lades Einsätze bei den Red Bulls weitgehend aus. So brachte er es auf lediglich sechs Ligaeinsätze als Ersatzspieler und wurde mit 28. Juli erstmals an das NASL-Franchise New York Cosmos verliehen. Nach vier Einsätzen in der als zweitklassig angesehenen Fußballliga wurde er Mitte September 2014 ein weiteres Mal New York Cosmos ausgeliehen, woraufhin er abermals vier Zweitligapartien absolvierte. Der eigentlich als linker Abwehr- und Mittelfeldspieler eingesetzte Connor Lade wurde jedoch auch als Stammkraft im Reserveteam eingesetzt und führte dieses teilweise sogar als Kapitän an. Im Juli bzw. August des gleichen Jahres war er auch Teilnehmer des MLS Homegrown Game, an dem ausschließlich Spieler der Homegrown-Regelung teilnehmen. In der später stattfindenden CONCACAF Champions League 2014/15 kam Connor Lade ebenfalls zum Einsatz und erzielte im 1:1-Rückspielremis gegen Montreal Impact sein einziges Tor in diesem Jahr. Mit der Mannschaft schied er dennoch als Zweiter der Gruppe C vom laufenden Turnier aus. Die Major League Soccer schloss er mit dem Team auf dem vierten Platz der Eastern Conference ab und schaffte es in den nachfolgenden Play-offs bis in die Conference-Finals, wo man knapp der New England Revolution unterlag. Im Lamar Hunt U.S. Open Cup 2014 ereilte der Mannschaft das Aus erst in der fünften Runde gegen Ligakonkurrent Philadelphia Union.
Im darauffolgenden Spieljahr 2015 konnte er seine Einsatzbilanz wieder verbessern und brachte es bis zum Saisonende, als er mit den New York Red Bulls als Erster der Eastern Conference und der Gesamttabelle abschloss, auf 18 Erstligaeinsätze, wovon er in 16 von Beginn an teilnahm. In die Saison startete er allerdings abermals nur als Ersatzspieler und konnte erst von einer Verletzung von Chris Duvalls profitieren, als er im Juli 2015 als dessen Ersatzmann herangezogen wurde. Vor allem für einen 2:0-Derbysieg gegen den New York City FC wurde Connor Lade vielfach, unter anderem auch von seinem Trainer Jesse Marsch, gelobt und sein dortiges Spiel als möglicherweise bestes seiner bisherigen MLS-Karriere genannt. Weiters kam er der kleingewachsene Abwehrspieler auch in zwei Ligapartien des neugegründeten Teams New York Red Bulls II, der vormals als Reserveteam bekannten zweiten Mannschaft des Klubs in der drittklassigen United Soccer League, einer Liga mit Profistatus, zum Einsatz. Dabei war er auch am ersten Sieg der Mannschaft, einem 4:1-Sieg über Toronto FC II am 4. April 2015, in ihrer noch frühen Geschichte beteiligt. Mit der Erstligamannschaft gewann er zum zweiten Mal in der Geschichte des Franchises das MLS Supporters’ Shield und war erneut für die Gruppenphase der CONCACAF Champions League 2016/17 gesetzt.

## Nationalmannschaftskarriere
Noch während seiner College-Laufbahn wurde Lade erstmals in ein Trainingscamp der US-amerikanischen U-20-Nationalmannschaft einberufen, kam für diese schlussendlich jedoch nicht zum Einsatz. Erstmals wurde er dabei im Januar 2009 von Thomas Rongen zur Vorbereitung auf die CONCACAF U-20-Meisterschaft des Jahres 2009 in Trinidad und Tobago einberufen. Weitere Einberufungen folgten unter anderem im Sommer des gleichen Jahres. Aufgrund seiner konstanten Leistungen im Ligageschehen wurde der Abwehrspieler, dessen Vorbild der auf derselben Position spielende und für diese Position ebenfalls kleingewachsene Philipp Lahm ist, am 6. Januar 2013 von Jürgen Klinsmann in die A-Nationalmannschaft seines Heimatlandes in deren Trainingscenter nach Carson, Kalifornien, geholt. Nachdem Einsätze in der US-Nationalelf ausblieben, wurde er Ende des Monats ein weiteres Mal in den 23-Mann-Kader für ein freundschaftliches Länderspiel gegen Kanada einberufen, kam jedoch auch in diesem nicht zum Einsatz.

## Erfolge
mit den New York Red Bulls
- Sieger der Regular Season der Eastern Conference: 2013 und 2015
- Gewinner des MLS Supporters’ Shield als punktebeste Mannschaft der Major League Soccer: 2013 und 2015